# Susan DeMattei
Susan Marie DeMattei (nascida em 15 e outubro de 1962) é uma ciclista olímpica estadunidense. Representou sua nação nos Jogos Olímpicos de Verão de 1996, em Atlanta.